# 海莉·阿赛诺
海莉·阿赛诺（英語：Hayley Arceneaux，1991年12月4日—），是圣犹达儿童研究医院的医生助理、骨癌幸存者和商业宇航员。她与亿万富翁贾里德·艾萨克曼一起参加了SpaceX公司于2021年9月15日发射的灵感4号首次私人太空飞行。時年29岁的她，成為太空中最年轻的美國人，也是第一位带假体的宇航员。